# 席博羅溪
席博羅溪（英語：Cibolo Creek）是一條位於美國德克薩斯州的溪流，同時是聖安東尼奧河的支流。席博羅溪長約154公里，流域面積約2,220平方公里。溪流始於德克薩斯州丘陵地區內的土耳其山，主要往東南方流動，最終與聖安東尼奧河合流。溪流構成比爾縣東部邊界，主要作休閒及製圖之用。在美洲殖民之前，不少美國原住民部落包括柯庫兒太肯及通卡瓦人均居住在溪流一帶。後來，隨著越來越多的探險家路經溪流，溪流亦先後出現多個名字。而現時為人熟知的名稱則來自1721年，源於當時西班牙及美洲原住民的術語。在得克萨斯革命期間，溪流兩度成為墨西哥及德克薩斯反抗軍的戰場，及後更在阿拉摩之戰期間成為救援部隊臨時營地的所在地。
流域內的主要土地用途分別是牧場、灌木叢及已發展地區，而已發展地區更是主要集中於上游流域。由於郊區城市化加快，不少牧場已發展為住宅區。流域內建有多個城鎮，例如圣安东尼奥、博爾恩及環球市等，沿岸亦設有席博羅自然中心、博爾恩城市公園及傑克遜自然中心等多個公園。流域孕育着為數不少的動植物，且包含數個較為完善的生態區，但亦有部分入侵物種扎根在流域內，或會威脅當地的生態系統。除此之外，一些未經處理的城市徑流把污染物引至溪流內，導致水質出現問題。

## 流向
席博羅溪發源於德克薩斯州博爾恩西北部，德克薩斯州丘陵地區內的土耳其山（Turkey Knob）。溪流隨後往東方流動並流入博爾恩湖（Boerne Lake），而湖泊的儲水則為博爾恩的居民提供飲用水。溪流會流經博爾恩的中心位置，並到達沿岸長著大量落羽杉的席博羅自然中心。流經自然中心後，溪流開始進入席博羅峽谷地（Cibolo Canyonlands），而該河段的流量亦會因為有地下水直接補給而增多。另外，為了進行環境研究，德克薩斯大學聖安東尼奧分校把峽谷地的一部份劃為保護區。接著，溪流會流經費爾奧克斯牧場及布爾韋德等地，之後便會改往東南方流動。當流經圣安东尼奥北部的布里斯營聯合基地（Joint Base Camp Bullis）時，溪流的流量開始變得不穩定，部份地區更露出乾裂的岩石。之後，溪流在流經蘭多夫空軍基地時流量再次變得穩定。溪流在下游部份變得蜿蜒，先後流經祖爾、新柏林、拉弗尼亞、薩瑟蘭泉及切斯托霍瓦等地，最後在聖安東尼奧東南方約110公里（70英里）外一座名為海倫娜的鬼鎮附近與聖安東尼奧河合流。

## 流域
席博羅溪的流域面積約為2,220平方公里（856平方英里）。溪流有著數條支流。巴爾孔內斯溪（Balcones Creek）是席博羅溪的主要支流，它長約21公里（13英里），主要流向班德拉縣，並形成比爾縣及肯德爾縣的縣界。馬丁內斯溪（Martinez Creek）位於席博羅溪的下游部份，長約26公里（16英里）。除此之外，分別長約31.4公里（19.5英里）及23公里（14英里）的聖塔克拉拉溪（Santa Clara Creek）及埃爾姆溪（Elm Creek）亦是溪流的下游支流，位於瓜達盧佩縣的新柏林附近。
流域位於愛德華茲高原東南邊緣，白堊紀岩石地層格倫羅斯組的下層部份。在地形方面，流域西部屬於陡峭的丘陵地帶，並帶有小型的箱型峽谷。而東部則屬於起伏不大的丘陵地帶，並有著平坦的林地及小牧場。另外，溪流的部份支流在德克薩斯州丘陵地區刻蝕了不同的幽深峽谷，形成席博羅峽谷地。流域的上游及中游部份有著許多水泉，泉水會對存在在地表以下的石灰岩進行溶蝕等作用，並形成喀斯喀特洞穴及天然橋鐘乳石洞等地貌。流域屬於副熱帶濕潤氣候，夏季炎熱多雨，冬季溫和乾燥。例如，位於流域上游的博爾恩年平均降雨量約為910毫米（36英寸）。雖然全年降雨分配較為均勻，但五月、六月、九月和十月的降雨量會略為增多。
根據2011年國家土地覆蓋數據庫的資料，流域的主要土地用途分別是牧場（29.2%）、灌木叢（25.6%）及已發展地區（13.9%）。一些大型牧場及已發展地區主要集中在上游流域，而中下游則以小型牧場及灌木叢為主。雖然上游流域大部份地區仍屬鄉村，但郊区城市化及發展正在增加，部份大型牧場已被劃分為多片小型土地或發展為住宅區。

## 水文與污染
席博羅溪流域的上游及中游部份有著許多水泉，而這些泉水除了會流入溪流增加其流量外，亦為愛德華茲含水層系統提供補給，而溪流流域更是含水層的重要補給來源。該含水層系統為周邊地區數以百萬計的居民提供飲用水。根據美國地質調查局在2007年發表的報告，流域的水流量及地下水補給量會隨著區內風暴的影響而增減。在1992年至2004年期間，三場大型風暴共佔區內降雨量的11%，61%的溪流流量及16%的地下水總補給量。在較濕潤的1992年，流域的補給量為242,000,000立方米（196,000英畝·英尺），但在較為乾旱的1999年，流域的補給量僅為17,900,000立方米（14,500英畝·英尺）。美國地質調查局在溪流流域內設置了數個連續監測站，其中鄰近博爾恩的監測站所錄得的平均流量為0.18立方米每秒（6.3立方英尺每秒），而在1992年更錄得3立方米每秒（107立方英尺每秒）的最高流量。
德克薩斯州環境質量委員會（TCEQ）會每兩年進行一次水體評估，以滿足《淨水法》的要求。根據TCEQ在2014年所發表的報告，科研人員發現流域內其中四個水質監測點的細菌含量升高，兩個監測點的溶氧量濃度低於標準，並指出水質狀況轉差及營養物質含量過多。報告又指部份監測點的大腸桿菌中位數水平高於水質標準，下游地區及支流馬丁內斯溪的大腸桿菌濃度較高，其中一個監測點的大腸桿菌濃度更達到每100毫升超過126菌落。科研人員把污染源頭指向下水道溢水、污水處理設施故障、城市徑流、牲畜排泄，以及農田和牧場所使用的化學肥料、除草劑及殺蟲劑。2018年，德克薩斯大學聖安東尼奧分校的研究人員亦與私人基金會「席博羅保護區」（Cibolo Preserve）合作收集溪流內雌激素濃度的數據，雖然濃度較低且對人類的影響微不足道，但研究人員亦指可能會污染含水層內的地下水。

## 生態

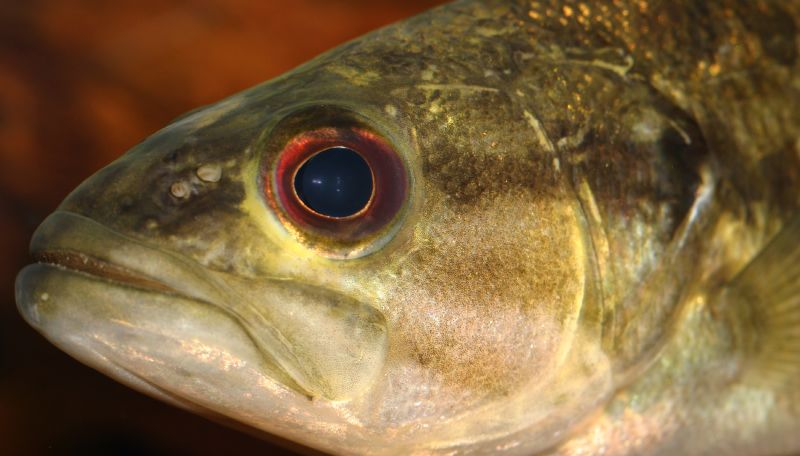
特氏黑鱸是德州的州魚，棲息在溪流上游流域內

美國國家環境保護局會因應各地各種因素的重要性不同而把生態區劃分及評級。而在席博羅溪流域內，則有著數個較為完善、屬於等級Ⅳ的生態區，包括位於上游流域的巴爾孔內斯峽谷地生態區（Balcones Canyonland Ecoregion），以及位於中下游的德克薩斯州黑地草原生態區（Texas Blackland Prairies Ecoregion）及德克薩斯州中東部平原生態區（East Central Texas Plains Ecoregion）。上游流域內約有38%的土地屬於常綠森林，但在中下游流域內只有約10.2%的土地是森林，相反約25.6%的土地是灌木叢。流域內濕地的比例相當少，上游流域內只有少於1%的土地屬於濕地，而中下游流域亦只有2%。流域內常見植物包括美國水柳、香睡蓮、假馬齒莧、傘形天胡荽、萍蓬草、粗齒楓、落羽杉、美桐及德州山月桂樹等。另外，常見的入侵植物則有歐洲火刺木及小蠟。2004年5月，非牟利組織「德州本地植物學會」（Native Plant Society of Texas）的科研人員在席博羅峽谷地發現一度被認定已滅絕的大紅鼠尾草，同時發現世上最大的已知大紅鼠尾草種群，而這種植物僅在德克薩斯州丘陵地區生長。
席博羅溪流域是不少動物的棲息地，更孕育了一些珍貴的物種。流域內常見魚類包括大口黑鱸、小口黑鱸、鏟鮰、長耳太陽魚、钳鱼及盧倫真小鯉等。除此之外，上游流域更是特氏黑鱸的棲息地。特氏黑鱸是德州的州魚，它僅會棲息在愛德華茲高原內的河溪內。然而，當地的純種族群因河溪水質受損及與引入的小口黑鱸交叉雜交而面臨數量減少的風險。另外，在流域內棲息的兩棲動物包括科馬爾盲螈、美国牛蛙、里奧格蘭德豹蛙、環紋游蛇、擬鱷龜及紅耳龜等，而哺乳動物則包括浣熊、白尾鹿、九帶犰狳、東部棉尾兔、領西貒及負鼠等。

## 歷史

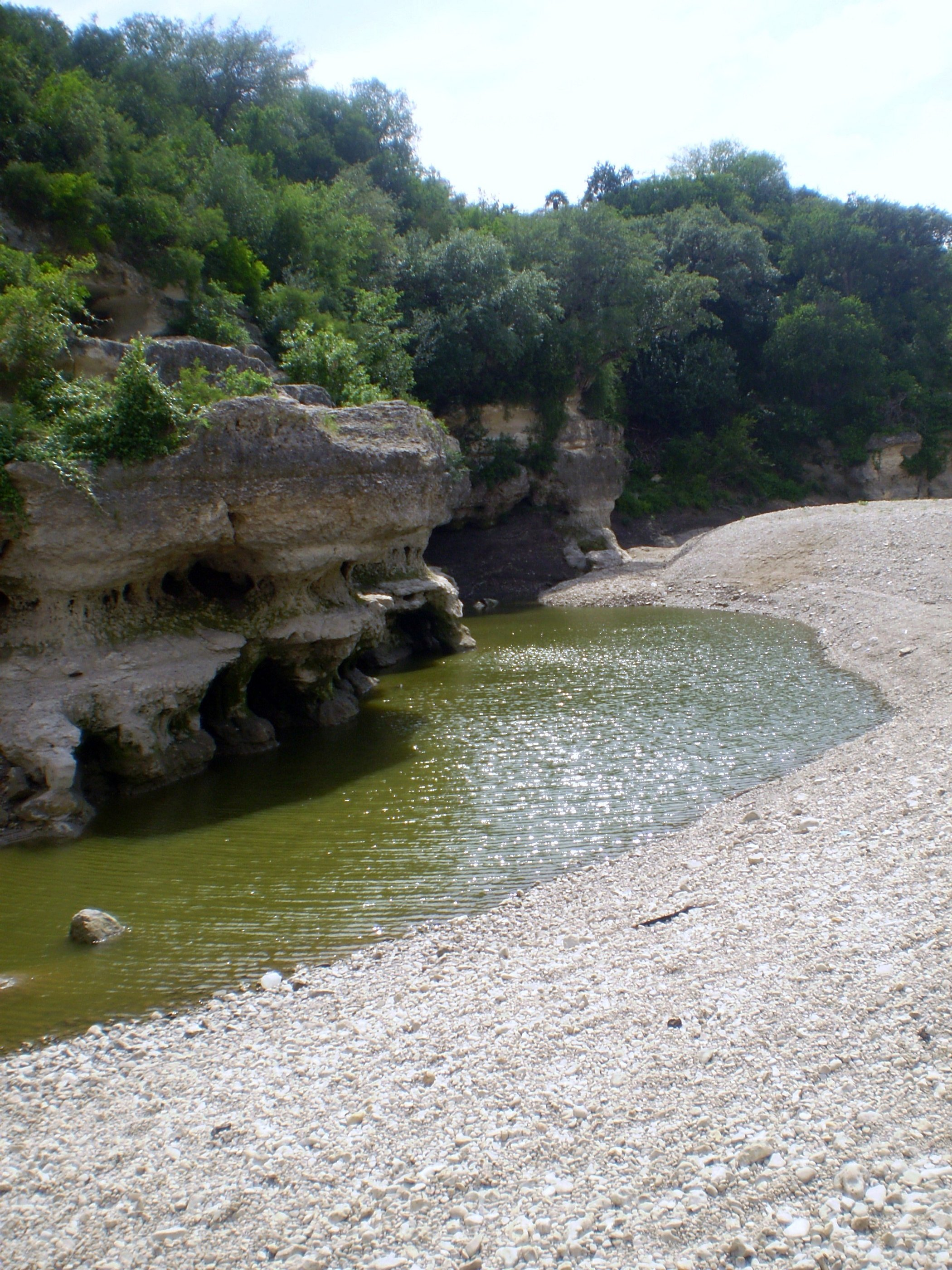
溪流旁邊的懸崖，據聞當地的美洲原住民會用來狩獵美洲野牛

早在歐洲殖民者前往席博羅溪一帶建立定居地之前，當地的印第安遊牧部落柯庫兒太肯稱溪流為，而通卡瓦人則稱它為。1691年，西班牙籍神父達米安·馬斯奈把溪流命名為「聖塔克魯森西亞」（Santa Crecencia）。同樣在1691年，探險家多明哥·泰蘭·德洛斯里奧斯在探險時發現溪流，並把其命名為「聖伊格納西奧·德·洛約拉」（San Ygnacio de Loyola）。但大多數的人相信當時的科阿韋拉州州長阿隆索·德·利昂才是最早探明溪流的歐洲人，他早於1689年便在法國聲稱擁有的土地上進行探險，並在途中發現努埃塞斯河，而該河與溪流位置相近。根據當時的紀錄，德·利昂所率領的探險隊在溪流河岸發現一頭死去的美洲獅，及後在該處建立了一個名為「阿羅約德利昂」（Arroyo del Leon）的營地。1716年，西班牙探險家多明戈·拉蒙則把溪流稱為「聖沙維爾」（San Xavier）。而現時熟知的名稱則來自1721年，當時負責管理科阿韋拉州及西屬德克薩斯的總督把溪流稱為「席博羅河」（Río Cibolo）。一詞屬於西班牙及美洲原住民的術語，意指居住在當地的美洲野牛。據聞，當地的美洲原住民會把沿河傾斜的懸崖作為狩獵場，把成群的美洲野牛趕至懸崖並逼使牠們摔死在河岸上。
西班牙人沒有在溪流旁邊興建永久聚落，相反他們在聖安東尼奧興建了數座傳教站。然而在18世紀上葉，當地的科曼奇人及阿帕契族立邦部落不斷搶掠該地區，情況持續了數十年。1730年代，阿帕契族的持續搶掠促使當地的西班牙人在溪流的南部及東部興建更多堅固的哨站，例如是鄰近現今切斯托霍瓦的席博羅堡（El Fuerte de Santa Cruz del Cíbolo）。1768年，第三代魯比侯爵卡耶塔諾·皮尼亞特利把溪流列入他的潛在哨站地點清單內，以確保西班牙能牢牢掌握德克薩斯的控制權。1771年，為了保護當地的西班牙傳教站、殖民者及牲畜免受阿帕契族的襲擊，西班牙人重新使用1734年在溪流沿岸興建的席博羅堡。但到了1782年，西班牙人在總指揮官特奧多羅·德·克羅伊的命令下最終廢棄及摧毀該堡壘。
在得克萨斯革命期間，交戰雙方在溪流先後發生兩次小規模戰鬥。第一場戰鬥發生在革命初期的1835年10月，當時史蒂芬·奧斯丁將軍指派本傑明·拉什·米拉姆上校調查席博羅溪一帶，而在同月16日米拉姆上校一行人便抵達溪流一帶並隨即建立營地。其後，米拉姆的部隊在該區發現一支墨西哥部隊的蹤跡，數量大約是100名騎兵。奧斯丁在得知後派出更多偵察兵，但偵察小隊在前進時卻要避開約10次的墨西哥部隊巡邏才能抵達當地。最終，小隊的一名中尉針對墨西哥巡邏隊發動攻勢，成功逼使他們撤退到聖安東尼奧，讓德克薩斯軍進駐薩拉多溪（Salado Creek）。奧斯丁的一位助手更指「這場小規模衝突……在軍隊中產生令人滿意的作用……且被認為是有利的先兆。」而第二場戰鬥則發生在1836年4月，當時胡安·塞金上尉在接到上級命令後，便帶同一個團撤離聖安東尼奧。後來塞金等人在休斯頓營地外的河岸上建立了一個哨站，位置鄰近現今的斯托克代爾。由於嚴重缺乏如衣服和馬匹等資源，塞金等人不得不探索溪流尋找野馬。過程中，塞金及另外6位隊員遇到敵對的通卡瓦人，雙方隨即發生小規模衝突，最終兩名通卡瓦人被殺，而塞金等人則奪去他們的兩匹馬並返回營地。
另外，在1836年的阿拉摩之戰期間，溪流一度成為阿拉莫救援部隊臨時營地的所在地。2月28日，胡安·塞金上尉及其整編的救援部隊在溪流一帶侯命，期間遇到一支隸屬詹姆斯·范寧上校的先頭部隊，他們由弗朗西斯·德索克（Francis L. DeSauque）及約翰·切諾維斯（John Chenoweth）率領，從戈利亞德出發前往岡薩雷斯。同月29日，來自岡薩雷斯的救援部隊與岡薩雷斯志願騎兵連（Gonzales Company of Mounted Volunteers）抵達席博羅一帶，並在翌日進入阿拉莫。3月7日，岡薩雷斯救援部隊與前阿拉莫指揮官詹姆士·柯林頓·尼爾及愛德華·伯利森召集了50人，並前往阿拉莫，但可惜在抵達席博羅後被墨西哥騎兵擊退。

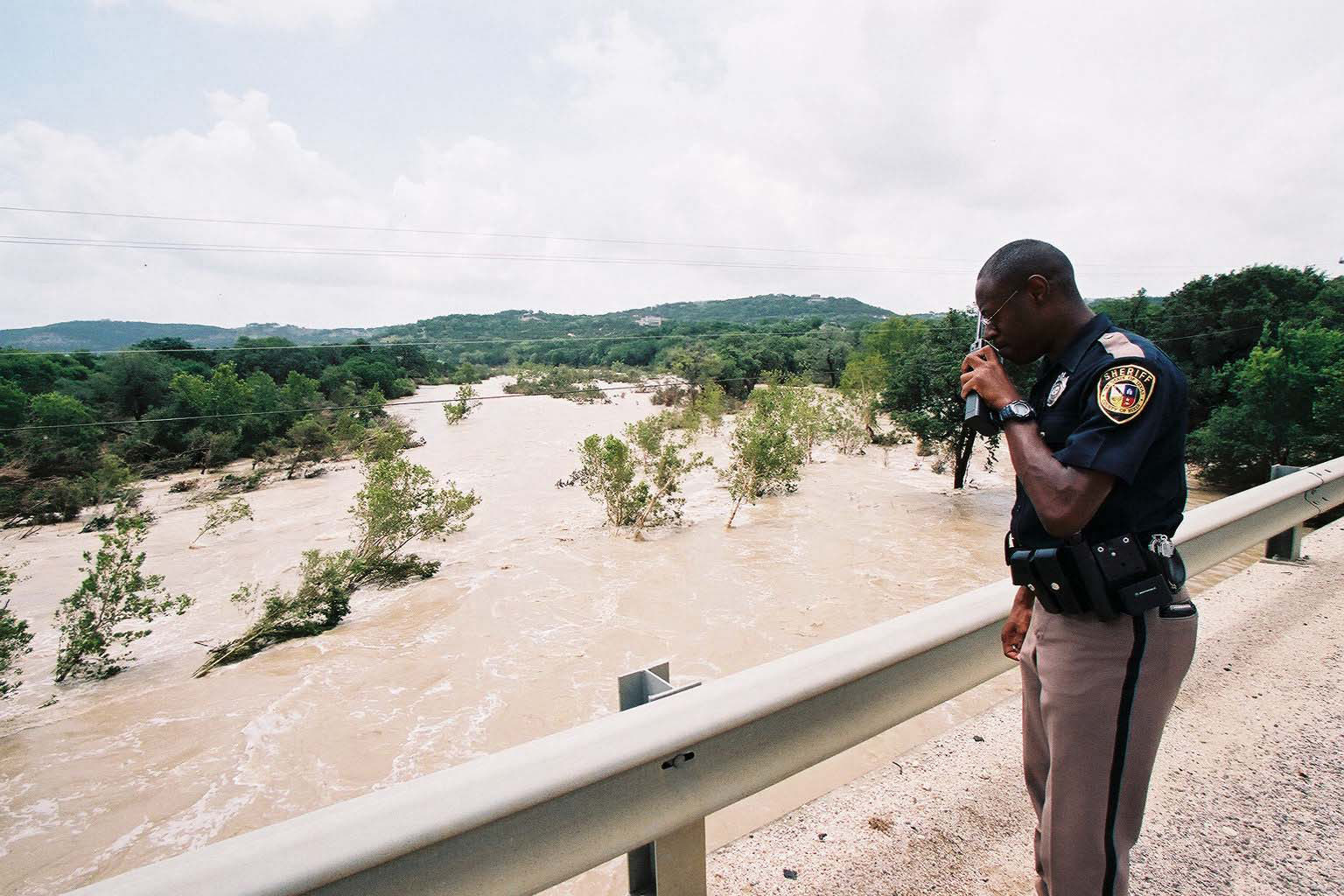
一名警察站在被洪水淹沒的溪流面前，攝於2002年7月

一些沿溪的永久聚落建設計劃因得克萨斯革命而推遲。直至1840年代未至1850年代初，在德克萨斯共和国併入美國成為一州後，當地政府重新啟動沿溪的聚落建設，先後建立塞爾馬、薩瑟蘭泉、博爾恩、拉弗尼亞及布爾韋德等城鎮。後來，政府亦建立了席博羅、謝茨及環球市等城鎮，但它們經常受洪水影響，更在往後數年因洪災而蒙受財物損失及人命傷亡。1952年9月，暴雨導致佩德納萊斯河發生洪災，而鄰近的席博羅溪及聖安東尼奧河亦不能倖免。位於塞爾馬附近的溪段在短短一小時內，便由低水位的0.13米（0.42英尺），急速上升至3.2米（10.5英尺），流量亦升至200立方米每秒（7,200立方英尺每秒）。而在三小時後，溪流水位再度上升至5.9米（19.37英尺），流量亦增加約五倍，升至峰值的1,030立方米每秒（36,400立方英尺每秒）。最終，溪流及聖安東尼奧河的洪災為當地造成約33萬美元的損失。另外，1998年10月德克薩斯中部洪水波及溪流一帶，導致其最高流量遠高於預期百年一遇洪水的峰值，鄰近塞爾馬的溪段水位亦上升至10.8米（35.4英尺），創有記錄以來新高。
2000年2月，威爾遜縣的居民反對在斯托克代爾修築席博羅水庫（Cibolo Reservoir）的計劃，原因是他們擔心溪流沿岸的歷史遺跡會遭到破壞，以及失去一塊可徵稅的土地。該項計劃在1990年代初由德州水利發展局及德州公園和野生動物部共同提議，旨在控制洪水及向鄰近居民提供淡水資源。2002年7月，聖安東尼奧西北方的德克薩斯州丘陵地區出現連場暴雨，洪水流進峽谷湖後迅速把水位推高至創紀錄的最高水平，而多餘洪水則從溢洪道溢出。洪水其後流進瓜達盧佩河並波及其他河溪，鄰近塞爾馬的溪段亦不例外。2003年，聖安東尼奧河管理局撥款約11萬美元，清理在1998年至2002年洪災期間積聚在溪流內的漂浮物及殘骸，以保持溪流暢通及改善水質。然而在2010年，溪流上游地區的細菌含量高於平均水平，因此被列入需要進行流域清理的聯邦清單內，同時引起當地環保組織發起諸如溪流上游流域保護計劃等倡議。2013年9月，美國國家環境保護局及德克薩斯州環境質量委員會批准溪流上游流域保護計劃。2020年4月，聖安東尼奧河管理局購入一塊鄰近溪流氾濫平原、佔地約1公頃（2.48英畝）的未開發土地，除了用作收集水質數據及對水生生物進行採樣外，還會向公眾提供划皮艇的出入口。

## 休閒
政府在席博羅溪沿岸設立了數個休憩區域供公眾使用。伯恩市政府在1960年代建立了伯恩城市公園（Boerne City Park），它是席博羅自然中心的一部份，提供運動場、野餐和露營區、網球場、自然步道等相應設施，公眾亦可在公園內進行遠足及騎馬等活動。位於威爾遜縣的傑克遜自然公園（Jackson Nature Park）是流域內的另一個公園，而斯托克代爾與弗洛爾斯維爾之間的溪段更形成了公園的東部邊界。公園佔地200,000平方米（50英畝），由聖安東尼奧河管理局（San Antonio River Authority）營運，園內設有環形步道展示德薩斯州中南部的動植物及地質，公眾亦可進行觀鳥、划船、露營等活動。
布里斯營聯合基地是一座位於比爾縣北部的軍事訓練場，它設有戶外休閒區域，公眾可使用該處的靶場或進行釣魚活動，而持有狩獵許可證的人士則可在指定區域進行狩獵活動。另外，一條位於北橡樹村（Oak Village North）及盧克塞洛（Luxello）之間、長約29公里（18英里）的溪流被歸類為二級急流，公眾可在該處進行漂流、划皮艇及露營活動。根據德州公園和野生動物部，釣魚人士可在部份指定地點釣獲大口黑鱸、藍鰓太陽魚、钳鱼、青斑德州麗魚、長吻雀鱔、紅胸太陽魚及小冠太陽魚等魚類。